# برچینوواتس
برچینوواتس (به صربی: Berčinovac) یک منطقهٔ مسکونی در صربستان است که در Knjaževac واقع شده‌است. برچینوواتس ۱۷۲ نفر جمعیت دارد.